# Ochodze
Ochodze [pronunciación en polaco: /ɔˈxɔd͡zɛ/] (alemán Ochotz) es un pueblo ubicado en el distrito administrativo de Gmina Komprachcice, dentro del Condado de Opole, Voivodato de Opole, en el sur de Polonia occidental. Se encuentra aproximadamente a 2 kilómetros al sur de Komprachcice y a 10 kilómetros al suroeste de la capital regional Opole.
Antes de 1945, el área fue parte de Alemania.
El pueblo tiene una población de 1,200 habitantes.